# Чернов Сергій Сергійович
Сергі́й Сергі́йович Черно́в — солдат Збройних сил України, учасник російсько-української війни, що відзначився під час російського вторгнення в Україну в 2022 році.

## Життєпис
Сергій Чернов народився 1978 року в Дніпропетровську. Довгий час працював далекобійником. З 2014 року брав участь у бойових діях під час АТО на сході України, спочатку в добровольчих батальйонах, а потім підписав контракт із ЗСУ: служив водієм, евакуював поранених і полеглих. З 2019 року обіймав посаду водія взводу вогневої підтримки 128-ї окремої гірсько-штурмової Закарпатської бригади. Загинув під час виконання бойового завдання — біля його машини вибухнув снаряд від російської арти.

## Родина
У загиблого залишилися двоє синів-близнюків (нар. 2004) від першого шлюбу.

## Нагороди
- орден «За мужність» III ступеня (2022) — за особисту мужність і самовіддані дії, виявлені у захисті державного суверенітету та територіальної цілісності України, вірність військовій присязі[3].